# Akane Saito
Akane Saito (齊藤 あかね, Saitō Akane, Saitama, 12 januari 1993) is een Japans voetbalster die als middenvelder speelt bij AC Nagano Parceiro.

## Carrière

### Clubcarrière
Saito begon haar carrière bij TEPCO Mareeze. Ze tekende in april 2011 bij Urawa Reds. Ze tekende in april 2011 bij Urawa Reds. In vier jaar speelde zij er 42 competitiewedstrijden. Ze tekende in april 2015 bij AC Nagano Parceiro.

### Interlandcarrière
Saito nam met het Japans nationale elftal O17 deel aan het WK onder 17 in 2008. Zij nam met het Japans nationale elftal O20 deel aan het WK onder 20 in 2010.
Saito maakte op 9 maart 2011 haar debuut in het Japans vrouwenvoetbalelftal tijdens een wedstrijd om het Algarve Cup tegen Zweden.

## Statistieken
| Japans vrouwenvoetbalelftal | Japans vrouwenvoetbalelftal | Japans vrouwenvoetbalelftal |
| Jaar                        | Wed.                        | Dlp.                        |
| --------------------------- | --------------------------- | --------------------------- |
| 2011                        | 1                           | 0                           |
| Totaal                      | 1                           | 0                           |